# Jewgienij Kietow
Jewgienij Nikołajewicz Kietow, ros. Евгений Николаевич Кетов (ur. 17 stycznia 1986 w Gubasze) – rosyjski hokeista, reprezentant Rosji.

## Kariera
- Awangard 2 Omsk (2002-2004)
- CSK WWS Samara (2004-2005)
- Łada Togliatti (2005-2009)
- Ak Bars Kazań (2009-2010)
- Siewierstal Czerepowiec (2010-2013)
- SKA Sankt Petersburg (2013-)

Wychowanek klubu Mołot-Prikamje Perm. Do 2013 zawodnik i kapitan Siewierstali Czerepowiec. Od maja 2013 zawodnik SKA Sankt Petersburg (wraz z nim do tego klubu trafił wówczas inny czołowy zawodnik z Czerepowca, Wadim Szypaczow). Obaj podpisali czteroletnie kontrakty ze SKA.

## Sukcesy
Reprezentacyjne
- Srebrny medal mistrzostw świata juniorów do lat 20: 2006
- Złoty medal mistrzostw świata: 2012

Klubowe
- Puchar Kontynentalny: 2006 z Ładą
- Puchar Gagarina – mistrzostwo KHL: 2015, 2017 ze SKA
- Złoty medal mistrzostw Rosji: 2015, 2017 ze SKA
- Puchar Kontynentu: 2018 ze SKA
- Brązowy medal mistrzostw Rosji: 2018, 2019 ze SKA

Indywidualne
- Najlepszy napastnik Pucharu Kontynentalnego 2005/2006

Wyróżnienie
- Zasłużony Mistrz Sportu Rosji w hokeju na lodzie: 2012